# Terrence Paul
Terrence Paul, né le 14 septembre 1964 à Oakville (Ontario), est un rameur d'aviron canadien. 

## Carrière
Terrence Paul participe aux Jeux olympiques de 1992 à Barcelone et remporte la médaille d'or avec le huit canadien composé de Andrew Crosby, Bruce Robertson, Michael Forgeron, Robert Marland, John Wallace, Darren Barber, Derek Porter et Michael Rascher.